# Yulenia corporaali
Yulenia corporaali is een keversoort uit de familie bladkevers (Chrysomelidae). De wetenschappelijke naam van de soort werd in 1952 gepubliceerd door Joilvet.